# Victor Josu
Victor Josu (n. 12 iulie 1953, Chișinău, RSS Moldovenească, URSS) este un politician, jurnalist, politolog, teolog, publicist și specialist în teorie teatrală din Republica Moldova. A fost deputat în Parlamentul Republicii Moldova în perioada 1998–2001. Începând cu 2022 este redactor-șef al „Portalului pentru jurnaliști și bloggeri ortodocși «Tradiția»” (traditia.md).

## Biografie
S-a născut pe 12 iulie 1953 în Chișinău. Tatăl său a fost Ioan Josu, iar mama sa, Argentina Cupcea-Josu. A absolvit școala medie nr. 1 din Chișinău și în 1988 a finalizat studiile la Facultatea de Teorie Teatrală a Institutului de Stat din Leningrad.

## Activitate politică
A fost unul dintre consilierii primului președinte al Republicii Moldova, Mircea Snegur, iar după plecarea acestuia, a participat la crearea Partidului Renașterii și Concilierii din Moldova (PRCM), condus de Snegur, și a Convenției Democrate din Moldova. A fost ales deputat în Parlamentul Republicii Moldova în 1998.
În 2001 a candidat din partea PRCM pentru un mandat de parlamentar, dar nu a fost ales. După aceea, a încetat colaborarea cu Snegur și a creat, împreună cu Nicolae Andronic, Partidul Popular Republican. A fost și secretar al Consiliului Coordonator al Partidului Social-Democrat din Moldova.
A fost redactorul șef al ziarului Moldavskie Vedomosti, considerat principalul ziar de opoziție din timpul președinției lui Vladimir Voronin.
Într-un articol din 8 noiembrie 2024 de pe site-ul noi.md, Victor Josu susținea că Maia Sandu este un președinte ilegitim, deoarece a pierdut alegerile în interiorul Republicii Moldova, și că „este susținută doar de patronii ei de la Bruxelles”.

## Activitate teologică
În conflictul dintre Patriarhia Română și Patriarhia Rusă asupra Basarabiei, Josu o susține pe cea din urmă, fiind de opinie că Mitropolia Basarabiei este necanonică și ilegitimă. În 2012, cu sprijinul Fundației Russkii Mir, a publicat o colecție intitulată „Restabilirea unității: poziția Bisericii Ortodoxe Ruse în problema «Mitropoliei Basarabiei»: documente și materiale”, care a fost prezentată la Academia Teologică din Chișinău. Principalul argument al lui Josu este că, în 1885, când a fost recunoscută autocefalia Bisericii din România, Basarabia nu făcea parte din România, iar bisericile de pe teritoriul său făceau parte din Biserica Ortodoxă Rusă.

## Familie
Victor Josu este căsătorit cu Larisa Șorina și are o fiică, Elena Josu, care este jurnalistă în Rusia.